# Res derelictae
Res derelictae (« chose en déréliction ») est une expression latine utilisée en droit civil, qui désigne une chose abandonnée au premier occupant ou possesseur, c'est-à-dire qui a été laissée de côté par son propriétaire qui a ainsi abandonné tout droit dessus. Par contraste, une chose perdue concerne un bien meuble égaré par son propriétaire : celui-ci maintient donc son droit dessus bien qu'il en ait perdu la possession.
La res derelictae se distingue aussi de :
- la res communis, qui ne peut jamais faire l'objet d'appropriation ;
- la res nullius qui n'a jamais eu de propriétaire (elle s'en rapproche cependant, en ce qu'elle peut faire l'objet d'appropriation).